# Mosquée Missiri
Ne doit pas être confondu avec Mosquée de Fréjus.
La mosquée Missiri est un ancien édifice religieux musulman français, construit en 1930 et aujourd'hui désaffecté. L'édifice est situé à Fréjus dans le département du Var, où une nouvelle mosquée a été inaugurée en 2016.

## Présentation
Elle s'élève en périphérie de Fréjus dans le camp militaire de Caïs. Son architecture s'inspire de celle de la Grande Mosquée de Djenné au Mali. Elle est en ciment recouvert d'ocre pour rappeler la construction en terre de cette dernière.
La mosquée Missiri a fait l'objet d'une inscription sur l'inventaire supplémentaire des monuments historiques par arrêté du 18 juin 1987,.

## Origine du nom
Le nom « Missiri » provient du bambara et signifie « mosquée ».

## Histoire
Dès 1928, les militaires imaginent de construire une mosquée pour les troupes coloniales afin que les soldats de l'empire colonial ne se sentent pas trop isolés à l'extérieur de leur pays d'origine. L'initiative du projet en reviendrait au capitaine Abdel Kader Mademba, appuyé par le colonel Lame alors commandant d'armes. Le but était de construire un monument comparable à la pagode Hông Hiên Tu, construite par les tirailleurs indochinois.
Achevée en 1930, elle sied non loin du camp de Caïs. Elle est à l'époque agrémentée de cases africaines et de termitières reconstituées dans le but de « Donner au tirailleur noir l'illusion, la plus fidèle possible, de la matérialisation d'un cadre analogue à celui qu'il a quitté ; qu'il y retrouve, le soir, au cours de palabres interminables, les échos du tam-tam se répercutant contre les murs d'une construction familière, évocatrice de visions susceptibles d'adoucir la sensation d'isolement dont il est parfois atteint, le placer, en quelque sorte, dans une ambiance natale. » (capitaine Abdel Kader Mademba).
Elle est propriété du ministère de la Défense. C'est le musée des troupes de marine de Fréjus qui est chargé de sa garde.

## Construction
« La future mosquée, de cette couleur rouge, sombre et vive à la fois, qu'avait le Pavillon de l'Afrique occidentale française aux Arts décoratifs, sera faite en agglomérés et en ciment. Ce sera une œuvre collective où chacun apportera sa part. Déjà, le maire de Fréjus a offert une partie des matériaux (sable et pierres) pour rien ; d'autre part, l'aviation maritime s'est chargée des transports ; enfin, la main d'œuvre, abondante et gratuite, sera assurée par la garnison et les coloniaux de là bas. Cependant, les frais demeurent encore considérables. Il faut prévoir, nous écrit le lieutenant-colonel J. Ferrandi, secrétaire général de « La France militaire », une dépense d'environ, 50 000 francs. »

Le site est plus un monument qu'un lieu de prière, et bien qu'il ait été utilisé comme tel, le culte n'est plus pratiqué dans ce bâtiment sans toit et aux fresques murales inachevées.